# 周天賢
周天賢（1908年—1989年8月17日），字雅南，湖南省臨澧縣人，北京朝陽大學法律系畢業、日本早稻田大學肄業。

## 生平
1937年7月抗戰爆發後，周毅然中止日本早稻田大學研究學業，回國參加抗戰。歷任三民主義青年團湖南支團組訓組長、湖南省黨部執行委員、省參議員、三青團中央幹事、立法委員等。1945年五月當選國民黨第六屆中執委。據黃宇人在《國民黨失去中國大陸的原因》一書中回憶，1948年底，周曾秘密邀約三青團各省市親信人員前往漢口開會，要他們回去發動所謂局部和平運動，逼蔣早日下野。1949日初，李宗仁授意顧孟餘集結桂系立委組織「自由民主同盟」，推舉顧為主席，童冠賢為書記，周天賢為組織組副主長。國共內戰戰敗後，周避居香港。戰盟解散後，蔣中正召周回台灣繼續擔任立法委員。1989年8月17日心肌梗塞逝世於臺北中山醫院。

## 著作
《刑法條文解說》、《民法大意》等。

### 書籍
- 《國民黨失去中國大陸的原因》